# Literaturpreis der Vorarlberger Buch- und Medienwirtschaft
Der Literaturpreis der Vorarlberger Buch- und Medienwirtschaft wurde von 2008 bis 2012 von Wirtschaftskammer Vorarlberg als Publikumspreis vergeben.

## Literaturpreis
Vorgängerpreis war der 1991 gegründete Ehrenpreis des Vorarlberger Buchhandels, welcher 2008 durch den Literaturpreis der Vorarlberger Buch- und Medienwirtschaft abgelöst wurden.
Neu ist, der Ausschuss der Fachgruppe Buch- und Medienwirtschaft der Wirtschaftskammer Vorarlberg erstellt anhand der Neuerscheinungen in den letzten beiden Jahren vor bzw. im Jahr der Preisvergabe selbst eine abschließende Liste von zur Wahl stehenden Preisträgern, die zumindest fünf, maximal aber zehn zur Wahl stehende Kandidaten umfasst.
Im Jahr 2010 wählten rund 2.500 Leser in teilnehmenden 28 Buchhandlungen den Preisträger. 2010 war der Preis mit 2000 Euro dotiert.

## Preisträger
| Jahr | Preisträger                                 | Mitnominierte |
| ---- | ------------------------------------------- | --- |
| 2008 | Reinhold Bilgeri für »Der Atem des Himmels« | Elmar Bereuter, Arno Geiger, Wolfgang Hermann, Rainer Juriatti, Christian Mähr, Meinrad Pichler, Robert Schneider                              |
| 2010 | Arno Geiger für »Alles über Sally«          | |
| 2012 | Christian Mähr für »Das unsagbar Gute«      | Rita Bertolini, Wolfgang Bleier, Daniela Egger, Christian Futscher, Ulrich Gabriel, Gernot Hämmerle, Franz Kabelka, Doris Knecht, Peter Natter |